# 小行星8039
小行星8039（8039 Grandprism）是一颗绕太阳运转的小行星，为主小行星带小行星。该小行星于1993年9月15日发现。

## 轨道参数
小行星8039的轨道半长轴为2.4181708 UA，离心率为0.148。